# Moisés Caicedo
Artikeln följer den spanska namnseden; faderns efternamn är Caicedo och moderns efternamn Corozo.
Moisés Isaac Caicedo Corozo, född 2 november 2001 i Santo Domingo, är en ecuadoriansk fotbollsspelare som spelar som mittfältare för Chelsea. Han representerar även Ecuadors landslag.

## Klubbkarriär

### Independiente del Valle
Caicedo gick med i Independiente del Valles ungdomsakademin när han var 13 år gammal. 2019 flyttades han upp till klubbens A-lag.  Caicedo debuterade för Independiente del Valle den 1 oktober 2019 i en match i ekuadorianska Serie A mot LDU Quito.

### Brighton & Hove Albion
Den 1 februari 2021 värvades Caicedo av Brighton & Hove Albion, där han skrev på ett 4,5-årskontrakt. Den 31 augusti 2021 lånades Caicedo ut till belgiska Beerschot på ett säsongslån. Den 12 januari 2022 blev han återkallad till Brighton & Hove Albion.

### Chelsea
Den 14 augusti 2023 värvades Caicedo av Chelsea på ett åttaårskontrakt med en option på ett ytterligare år. Enligt rapporter var övergångssumman den högsta som en brittisk klubb betalat för en spelare.

## Landslagskarriär
Caicedo debuterade för det Ecuadors herrlandslag i en 1–0-förlust i VM-kvalet mot Argentina den 9 oktober 2020.  Han gjorde sitt första landslagsmål i en 4–2-hemmaseger mot Uruguay den 13 oktober 2020 och blev då den första spelaren född på 2000-talet som gjort mål vid sydamerikas VM-kval.

## Meriter
Independiente del Valle
- U-20 Copa Libertadores: 2020